# Neotanais pfaffioides
Neotanais pfaffioides is een naaldkreeftjessoort uit de familie van de Neotanaidae. De wetenschappelijke naam van de soort is voor het eerst geldig gepubliceerd in 1968 door Lang.